# Ermengarda de Tours
Ermengarda de Tours (del alemán: Irmingard von Tours) (804-20 de marzo de 851) fue la esposa del emperador carolingio Lotario I, hijo primogénito de Ludovico Pío y nieto de Carlomagno. 
Ermengarda era hija del matrimonio de Ava de Morvois con Hugo de Tours (Hugo III, duque de Alsacia), conde en Sundgau, un miembro de la familia alsaciana de los Eticónidas que pretendían descender de los reyes merovingios, y con fuertes conexiones con la familia imperial carolingia. Estos últimos lazos feudales se reforzaron con el casamiento de Ermengarda, hacia mitad de octubre de 821 en Diedenhofen (Thionville), con el emperador carolingio Lotario I (795-855). 

## Primeros años
Nacida en Alsacia hacia el año 804, Ermengarda fue una mujer de noble origen muy piadosa, que desde pequeña fue instruida por su madre Ava de Morvois en el espíritu de la religión cristiana, en medio de una cultura altomedieval todavía semibárbara y cuasipagana.
Probablemente pasó una gran parte de su juventud en el monasterio de Santa Julia de Brixen, en lo que es hoy la ciudad de Bressanone, situada en el norte de Italia y donde terminó su educación. A la muerte de la abadesa Amalperga, fue elegida para sucederla en la sede abacial de Brixen.

## Matrimonio
Cuando en 817 Luis el Piadoso asoció a su hijo mayor Lotario I al Imperio, este último pidió la mano a Ermengarda. El matrimonio se efectuó a mediados de octubre de 821 en la ciudad de Thionville, Lorena. La ceremonia se celebró en presencia de treinta y dos prelados y señores, entre los que estaba el obispo de Estrasburgo Adalog.
Lotario concedió a Ermengarda, como morgengabe (en derecho germánico, una especie de «dote para la viuda»: las posesiones que pueden quedar para sustento de la mujer en caso de fallecimiento del marido), la villa alsaciana de Erstein, localidad a orillas del río Ill situada a unos 20 kilómetros al sur de Estrasburgo. 
Más tarde Lotario le concedió a su esposa el patronato de la abadía de Brixen, que defenderá toda su vida. Al morir el 31 de agosto 836 el venerable Wala de Corbie, abad de la Abadía de Corbie y preceptor de Lotario I, Ermengarda mandó rezar oraciones para el descanso de su alma en el monasterio de Brixen.
Los primeros años de su matrimonio fueron bastante felices, pero pronto estalló la rebelión de los hijos de Luis el Piadoso contra su padre a cuenta de los derechos de sucesión, seguida por la desgracia de su esposo que había participado en la conjura. También sufrió por el divorcio de Teutberga y el matrimonio culpable de su hijo Lotario II de Lotaringia con su amante, la famosa Waldrada, y el rapto de su hija Ermengarda (846) por Giselberto de Maasgau, conde de Henao, en la Baja Lotaringia.
En medio de estas tribulaciones y pruebas, forjó su paciencia y su resignación cristiana hasta el heroísmo. Por su gentileza y su dulzura, llegó a granjearse el afecto de su esposo y a suavizar su carácter, como lo demuestran varios documentos que el emperador hizo a peticiones de su esposa.
En 836, un año antes de la muerte de su padre Hugo III, duque de Alsacia, Ermengarda recibió de este, y de acuerdo con su tío paterno Liutardo de Sundgau, vastas tierras situadas en Alsacia (entre otras tierras, Échery —Sainte-Marie-aux-Mines— en el Pequeño Rombach), con importantes minas de plata ya entonces conocidas. Ermengarda hizo construir allí un pequeño santuario que entregó a la Abadía de Gorze con la aprobación de su marido Lotario I. La posesión de estos bienes de la emperatriz por parte de la Abadía de Gorze fue confirmada más tarde por Lotario II de Lotaringia, su hijo, en un documento enviado desde Estrasburgo el 15 de octubre de 859.

## Últimos años
En el año 849, dos años antes de morir, Ermengarda mandó construir en Erstein una abadía benedictina de monjas bajo la advocación de Santa Cecilia y Santa Ágata, desaparecida en la actualidad, a la que hizo donación de casi toda la villa de Erstein. Erstein era una fundación que Lotario I recibió en 817 de su padre Luis el Piadoso según un documento fechado en Remiremont y que concedió a su esposa al inicio de su matrimonio. Ermengarda se retiró a este monasterio, olvidando las angustias que había pasado, y murió allí un Viernes Santo, es decir, el 20 de marzo de 851.
Sus restos mortales fueron inhumados en la iglesia abacial. Rábano Mauro, arzobispo de Maguncia, compuso el epitafio que todavía se veía antes de la Revolución francesa incrustado en la lápida de su tumba, y que elogiaba tanto sus virtudes cristianas como volvía a trazar, al mismo tiempo, los beneficios donados por la emperatriz a favor de esta abadía. El autor de los Anales de Saint-Bertin, escritos hacia el año 855, denomina a Ermengarda como reina muy cristiana, Ermengarda christianissima regina. A su muerte, la hija menor de Ermengarda fue nombrada abadesa de Erstein.

## Descendencia
Ermengarda y Lotario tuvieron ocho hijos: 
- Luis II el Joven (alrededor de 825 – † 875), emperador carolingio y rey de Italia, casado con Engelberga
- Hiltruda (alrededor de 826 – † después de 865/866), casó con el conde Berengario (muerto en octubre de 868)[7]
- Berta (alrededor de 830 – † después del 7 de mayo de 852, probablemente en 877), llegó a ser antes del año 847 fundadora y abadesa de Avenay y quizá abadesa de la abadía de Faremoutiers
- Hija (¿Ermengarda?, nacida probablemente entre los años 826/830), en 846 secuestrada por y casada con Giselberto, conde de Maasgau (origen de la familia de los Reginarios)
- Gisela (alrededor de 830 – † 28 de abril de 864), entre 851-860 fue abadesa en la Abadía de San Salvador de Brescia
- Lotario II de Lotaringia (alrededor de 835 – † 869) fue rey de Lotaringia, casado en 855 con Teutberga, hija del conde Boso de Arlés († hacia 855), llamado el Viejo (repudiada en el año 860).[8] Lotario se vuelve a casar el año 862 con su amante Waldrada
- Rotruda (bautizada entre 835/840 en Pavía), casada en 850/851 con Lamberto, margrave de Bretaña, conde de Nantes, que murió el 1 de mayo de 852 (sus descendientes, los Guidoni, sostuvieron sus pretensiones al trono de Francia y al Sacro Imperio gracias a este vínculo con los emperadores carolingios). Se casó en segundas nupcias con Otón II de Lebarten
- Carlos de Provenza (alrededor de 845 – 25 de enero de 863), enterrado en el monasterio de St-Pierre-les-Nonnains, en la actual Lyon, fue rey en la Borgoña Inferior o Transjurana (de más allá del Jura, desde el punto de vista del centro de la Lotaringia)

## Apariencia
«La voz la tiene tan pura como el oro y clara como la nota de una cítara. Su piel es como rosas mezcladas con la nieve. Su pelo rubio le circunda la cabeza como un crisólito. Los ojos los tiene animados, el cuello blanco como la leche, como los lirios, como el marfil. Sus manos agraciadas son como la nieve».